# Felipe Neri (Morelos)
Felipe Neri es una localidad del estado mexicano de Morelos. Es parte del municipio de Tlalnepantla.

## Toponimia
El nombre de la localidad rinde homenaje a Felipe Neri Jiménez, militar partícipe de la revolución mexicana, oriundo del estado de Morelos. Previamente la localidad recibió el nombre de «Coatepec», el cual proviene de los términos en náhuatl: coatl, serpiente; tepetl, cerro; co, locativo. Su significado es «En el cerro de las serpientes».

## Demografía
| Gráfica de evolución demográfica |
|                                  |

| Censo | Población |
| ----- | --------- |
| 1900  | 34        |
| 1910  | 45        |
| 1921  | 12        |
| 1930  | 17        |
| 1940  | 189       |
| 1950  | 179       |
| 1960  | 282       |
| 1970  | 409       |
| 1980  | 556       |
| 1990  | 782       |
| 2000  | 1050      |
| 2010  | 1338      |
| 2020  | 1640      |